# Starwing
Starwing —conegut com a Star Fox fora del mercat PAL—, és un videojoc de 1993 per a SNES del gènere dels marcianets protagonitzat per una guineu en un avió poligonal que ha de destruir les naus enemigues. L'ús dels polígons 3D i l'alta jugabilitat de la proposta van convertir Starwing en un supervendes amb diverses seqüeles. El jugador ha de maniobrar l'avió entre diversos obstacles mentre guanya bonus que afecten a la velocitat i la seva potència de tir al llarg de diversos nivells i rutes diferents pel planeta natal del protagonista. El joc ha estat considerat un dels millors del seu gènere per les revistes especialitzades del sector.